# يوري أندروبوف
يوري فلاديميروفيتش أندروبوف (بالروسية: Ю́рий Влади́мирович Андро́пов) وُلد في (15 يونيو 1914) ناجوتسكوي - روسيا، وتوفي (9 فبراير 1984) موسكو - روسيا.
تولى رئاسة المخابرات السوفيتية الـ كي جي بي (وهي اختصار لـ «لجنة أمن الدولة») بين العامين 1967-1982. ثم أصبح الأمين العام (السكرتير الأول) للحزب الشيوعي في الاتحاد السوفيتي خلفاً لبريجينيف وذلك من عام 1982 حتى وفاته عام 1984 ولم يتم تسليم المنصب من بعده لمدة 15 شهراً.

## بداياته
كان أبوه مهندسًا في السكك الحديدية وقد توفي مبكراً مما دفع بـيوري على العمل في سن صغيرة. عمل في عدة مهن، كان عامل في التلغراف ثم عارض أفلام سينمائية وأخيراً بحاراً.
تخرج من كلية هندسة السفن وعمل مهندسا في ترسانة السفن بمدينة ريبينسك الواقعة على ضفة نهر الفولغا في شمال روسيا حيث تم انتخابه سكرتيرا لمنظمة الشبيبة الشيوعية بالترسانة. وشارك يوري أندروبوف بنشاط في كافة الإجراءات العقابية التي كان يمارسها في ثلاثينات النظام بحق الكوادر القيادية في الحزب والدولة، الأمر الذي مكنه من الارتقاء السريع في سلم الوظائف الحزبية. وتم انتخابه عام 1940 سكرتيرا أول لمنظمة الشبيبة الشيوعية في مدينة بيتروزافودسك في شمال غرب روسيا.

## التغيير الكبير
نقطة التحول الكبيرة في حياة أندروبوف كانت عام (1951) عندما نُقل إلى موسكو حيث عمل يوري أندروبوف في جهاز اللجنة المركزية للحزب الشيوعي السوفيتي. لكن تفاقم علاقاته مع مالينكوف أحد كبار المسؤولين في الحزب والدولة آنذاك منعه من الارتقاء في السلم الحزبي. ثم نقل إلى وزارة الخارجية التي أوفدته سفيرًا إلى جمهورية المجر. ووافقت فترة توليه لمنصب السفير في المجر حدوث الثورة المجرية الشعبية في عام 1956 والتي عمّت المجر كلها.
لعب أندروبوف دوراً أساسياً في قمع التظاهرات التي كانت تحدث في المجر وتهدئة الوضع آنذاك عندما أمر القادة السوفييات بتعيين «يانوش كادر» مما أهّل «أندروبوف» فيما بعد أن يصبح مسؤولاً في المخابرات السوفيتية ثم إدارة قسم اللجنة المركزية للحزب الشيوعي بعد عودته إلى موسكو عام (1957). وأخيراً ليصبح رئيس الـ (كي جي بي)-(1967). وقد كانت سياسة أندروبوف للـ (كي جي بي) قمعية للمعارضين السياسيين.
في مطلع الثمانينيات تعزز نفوذ ومكانة أندروبوف في الحزب والدولة، وذلك بعد انتحار الجنرال تسفيغون نصير بريجنيف ونائب أندروبوف في«كي جي بي» وكذلك على إثر السكتة القلبية الخطيرة التي أُصيب بها بريجنيف ووفاة آندريه سوسلوف عضو المكتب السياسي المسؤول عن الإيديولوجية الحزبية. وتم تعيين أندروبوف سكرتيراً للجنة المركزية للشؤون الإيديولوجية. وهو المنصب الثاني في الحزب بعد منصب الأمين العام. وصار أندروبوف يترأّس اجتماعات المكتب السياسي في غياب بريجنيف المريض.

## وفاته
تولّى يوري أندروبوف بعد وفاة بريجنيف في نوفمبر عام 1982 قيادة الحزب والدولة. وكان ينوي أن يجري إصلاحات كما توقع منه الشعب السوفيتي لكن اعتلال صحته وإصابته بمرض كلوي خطير أدّت إلى وفاته قبل أن يُجري أي تغيير في 9 فبراير 1984 وقد أثّرت وفاته بالشعب الذي كان يأمل بحدوث التغييرات الكبيرة إلا أنه خيّبهم في ذلك. أصبح فيما بعد قسطنطين تشيرنينكو خلفاً له.

## روابط خارجية
- يوري أندروبوف على موقع الموسوعة البريطانية (الإنجليزية)
- يوري أندروبوف على موقع الموسوعة البريطانية (الإنجليزية)
- يوري أندروبوف على موقع مونزينجر (الألمانية)
- يوري أندروبوف على موقع إن إن دي بي (الإنجليزية)